# Pierre Gaviniès
Pierre Gaviniès, född 1726 och död 1800 var en fransk violinist.
Gaviniès har komponerat sonater för violin och för två violiner samt en opera men är mest känd för en samling etyder för violin, Les 24 matinées, i de 24 tonarterna. Detta framstående arbete syns långt i förväg ha förutsett violinteknikens framtida utveckling och förblir ett enastående monument inom violinlitteraturen.